# Жихор (железнодорожная станция)
Жи́харь либо Жи́хор либо Жи́хорь (укр. Жихор) — промежуточная железнодорожная станция 4-го класса Южной железной дороги, находящаяся за посёлком Хо́рошево Харьковского района приблизительно в двух км к югу от административных границ города Харькова. Название происходит от харьковского посёлка Жихарь, который находится в 6 километрах к северу от железнодорожной станции и в 1963 году вошёл в состав Червонозаводского района города.
Станция находится на участке магистрали «Харьков — Букино» (отрезок «Основа» — «Змиёв») между станциями Удянская (с севера) и Васищево (с юга). Ежесуточно пропускает до ста пассажирских, пригородных и грузовых поездов.
Станция обслуживает движение поездов по пропуску, останавливаются здесь лишь пригородные электрички. Поезда дальнего следования на станции Жихор не останавливаются со времен отмены вечернего пригородного поезда «Харьков — Дебальцево».

## Описание
Станция построена в 1910 году с прокладкой железной дороги Харьков-Изюм-Донбасс.
Станция Жихарь на 2014 год имеет три ветки путей и семь стрелок, тупик на месте 4-го пути с линией длиной 200 м, 2 платформы. Первая платформа боковая и принимает электропоезда в случае обгона другими составами, вторая платформа соединяет 2 и 3 пути . Обе платформы низкие с 2011 года. Покрыты тротуарной плиткой.
Участок Основа-Змиёв обслуживается исключительно электропоездами ЭР2, ЭР2Р, ЭР2Т депо Харьков. В чётном направлении поезда идут до станций Харьков-Пассажирский, Харьков-Левада, Беляевка, Красноград, в нечётном — до станций Змиёв, Шебелинка, Балаклея, Савинцы, Изюм, Красный Лиман, Занки-Граково (ночная засылка).
Вокзал без зала ожидания, есть кассы, диспетчерская, склады (рабочие ж/д), и место от бывшего угольного склада.
Основными пассажирами являются жители поселка Хорошево, но большей популярностью среди жителей пользуется автобусный транспорт, так как поселок находится несколько в стороне от этой станции. К поселку ближе другая платформа — Удянская.
Станцией Жихарь пользуется чаще дачники.
Стоянка электропоездов — от 1 до 10 минут.
Имеется пересадка на маршрутные такси № 1167.
Между станцией Жихарь и платформой Удянская находится железнодорожный переезд, через который проходит автомобильная дорога, соединяющая посёлки Безлюдовка и Хорошево. Также эти станции разделяет река Уды, через которую проложен железнодорожный мост.